# Kraftwerk Futtsu
Das Kraftwerk Futtsu (jap. 富津火力発電所, Futtsu karyoku hatsudensho) ist ein Gaskraftwerk in Japan, das am Uraga-Kanal in Futtsu (Präfektur Chiba) gelegen ist. Mit einer installierten Leistung von 5.040 MW ist es das leistungsstärkste Kraftwerk in Japan, das fossile Brennstoffe verwendet. Es dient zur Abdeckung von Grund- und Mittellast. Eigentümer und Betreiber ist das Unternehmen Tepco.

## Kraftwerksblöcke
Das Kraftwerk besteht aus insgesamt vier Blöcken unterschiedlicher Leistung, die von 1985 bis 2010 in Betrieb gingen. Die folgende Tabelle gibt einen Überblick:
| Block | Max. Leistung (MW) | Betriebsbeginn | Turbine               | Generator | Dampfkessel |
| ----- | ------------------ | -------------- | --------------------- | --------- | ----------- |
| 1     | 1.000              | 12.1985        | General Electric (GE) | GE        | GE          |
| 2     | 1.000              | 12.1987        | GE                    | GE        | GE          |
| 3     | 1.520              | 07.2001        | GE                    | GE        | Toshiba     |
| 4     | 1.520              | 07.2008        | GE                    | GE        | GE          |

Der Block 1 umfasst 7 GuD-Anlagen, von denen jede aus einer Gasturbine mit 113 MW Leistung und einer Dampfturbine mit 52 MW Leistung auf einer Welle (engl. single shaft) besteht. Die Betriebstemperatur liegt bei 1.100 °C. Der thermische Wirkungsgrad beträgt 47 %. Die Anlagen gingen von Dezember 1985 bis November 1986 in Betrieb.
Der Block 2 besteht ebenfalls aus 7 GuD-Anlagen (Gasturbine mit 113 MW und Dampfturbine mit 52 MW Leistung auf einer Welle). Der thermische Wirkungsgrad beträgt ebenfalls 47 %. Die Anlagen gingen von Dezember 1987 bis November 1988 in Betrieb.
Der Block 3 umfasst 4 GuD-Anlagen (Typ GE 109FA+e), von denen jede aus einer Gasturbine mit 249 MW Leistung und einer Dampfturbine mit 131 MW Leistung auf einer Welle besteht. Die Betriebstemperatur liegt bei 1.280 °C bzw. bei 1.300 °C. Der thermische Wirkungsgrad beträgt 53 (bzw. 55,3) %. Die Anlagen gingen zwischen Juli 2001 und November 2003 in Betrieb.
Der Block 4 umfasst 3 GuD-Anlagen (Typ GE 109H), von denen jede aus einer Gasturbine mit 336 MW Leistung und einer Dampfturbine mit 171 MW Leistung besteht. Die Anlagen gingen zwischen Juli 2008 und Oktober 2010 in Betrieb. Der thermische Wirkungsgrad beträgt 58,6 %. Die Anlage arbeitet mit einer Temperatur von 1.430 °C.

## Brennstoff
Alle Blöcke des Kraftwerks verwenden Flüssigerdgas (LNG) als Brennstoff. Das LNG wird durch eine Pipeline vom nahegelegenen Futtsu LNG Terminal zum Kraftwerk transportiert. Das Terminal kann 9 (bzw. gemäß LNGmarket 19,95) Mio. t LNG im Jahr abfertigen und seine Lagerkapazität liegt bei insgesamt 1,26 Mio. kl. Tepco beabsichtigt, bis 2017 zwei weitere Lagertanks mit jeweils 125.000 m³ Speicherkapazität zu errichten, um zukünftig auch Erdgas mit geringerem Energiegehalt verwenden zu können.
Seit Oktober 2005 ist das Futtsu LNG Terminal durch einen Tunnel unter dem Meeresboden – die 20 km lange Trans-Bay Gas Pipeline – mit dem Higashi-Ogishima Terminal auf der anderen Seite der Bucht von Tokio verbunden. Das Verlegen der Gasleitung im Tunnel war bis März 2009 geplant. Der Tunnel befindet sich bis zu 70 m unter dem Wasserspiegel. Die Pipeline ist Teil eines Systems von Leitungen, das die fünf Gaskraftwerke von Tepco in der Präfektur Chiba mit den drei Gaskraftwerken in der Präfektur Kanagawa verbindet.

## Sonstiges
Laut Power Technology liegt Futtsu an zweiter Stelle der leistungsstärksten, mit Erdgas betriebenen Kraftwerke. Gemäß dieser Quelle liegt Futtsu an Stelle 12 der leistungsstärksten Kraftwerke weltweit (allerdings werden hier 6.105 MW als Leistung angegeben).
Tepco bietet an Werktagen Besichtigungen des Kraftwerks an.